# Hans-Jürgen Kinne

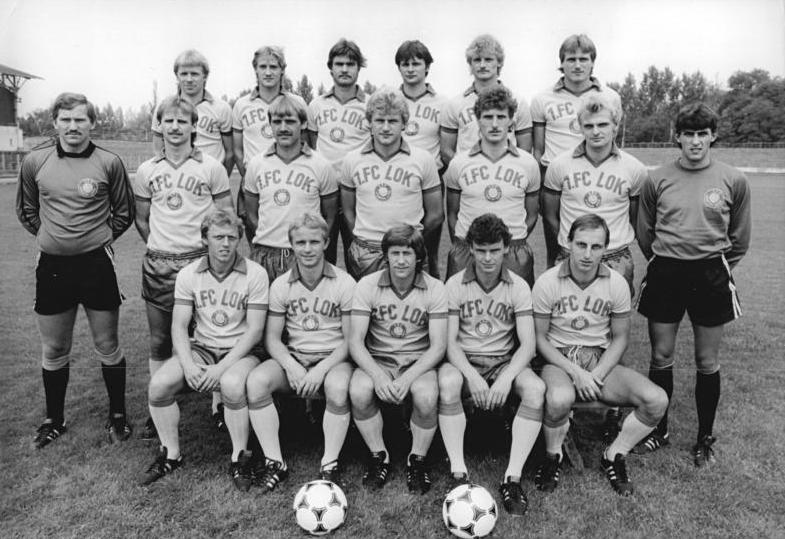
Hans-Jürgen Kinne (mitte reihe, dritter vorn links) mit 1. FC Lokomotive Leipzig in 1983

Hans-Jürgen Kinne (* 27. Dezember 1955 in Brandis) ist ein ehemaliger deutscher Fußballspieler. Zwischen 1974 und 1986 spielte er in der DDR-Oberliga, der höchsten Spielklasse im DDR-Fußball, für den 1. FC Lokomotive Leipzig, die BSG Chemie Leipzig und den FC Rot-Weiß Erfurt. Mit dem 1. FC Lok gewann er 1981 den DDR-Fußballpokal. Kinne ist mehrfacher DDR-Junioren- und Nachwuchsnationalspieler.

## Sportliche Laufbahn
Im Alter von 17 Jahren wechselte Hans-Jürgen Kinne 1970 von der Betriebssportgemeinschaft (BSG) Stahl Brandis zur Nachwuchsabteilung des 1. FC Lokomotive Leipzig. 1973 wurde er in den Kader der DDR-Juniorennationalmannschaft berufen, für die er bis 1974 neun Länderspiele bestritt. 1974 wurde Kinne mit dem 1. FC Lok Meister der Juniorenoberliga. Dort war er 1973/74 als Linksaußenstürmer eingesetzt worden und wurde mit 14 Treffern Torschützenkönig seiner Mannschaft. Anschließend wurde er in die DDR-Nachwuchsnationalmannschaft aufgenommen, mit der bis 1977 elf Länderspiele absolvierte.
Bereits in der Saison 1973/74 kam Kinne zu seinen ersten Spielen im Männerbereich des 1. FC Lok. Mit der 2. Mannschaft bestritt er drei Punktspiele in der zweitklassigen DDR-Liga. In der folgenden Spielzeit 1974/75 hatte er seine ersten drei Einsätze in der Oberliga, wobei er in einem Spiel als Stürmer in der Startelf stand. In der 2. Mannschaft war Kinne mit 19 Einsätzen und sieben Toren bei 22 Punktspielen Stammspieler. Lok II stieg am Saisonende ab und spielte danach in der drittklassigen Bezirksliga. Mit Kinne wurde sie Bezirksmeister und wurde zur Saison 1976/77 in die neu geschaffene Nachwuchsoberliga eingestuft. Auch mit ihr wurde Kinne 1977 und 1978 Meister.
Zwischen 1975 und 1978 kam der 1,82 m große Kinne weiterhin sporadisch in der Oberligamannschaft des 1. FC Lok zum Einsatz, sodass er bis zum Ende der Saison 1977/78 auf 17 Erstligaspiele gekommen war. 1978/79 gelang ihm mit 19 Punktspieleinsätzen der Durchbruch in der Oberliga. Er stand dabei zehnmal als Stürmer in der Startelf und erzielte drei Tore. Bis 1984 gehörte Kinne stets zum erweiterten Spielerstamm und absolvierte in den Spielzeiten von 1978/79 bis 1983/84 als Stürmer bzw. Mittelfeldspieler 101 von 156 ausgetragenen Oberliga-Punktspielen. Dabei stand er aber nur in 76 Begegnungen in der Startelf. Seine erfolgreichste Saison beim 1. FC Lok spielte Kinne 1980/81. Er bestritt 21 von 26 Oberligaspielen (18-mal in der Startelf) und erzielte sieben Tore. Er stand auch im Endspiel um den DDR-Fußballpokal, das der Lok Leipzig mit 4:1 über den FC Vorwärts Frankfurt gewann. Kinne wurde allerdings nur in den letzten drei Minuten eingesetzt.
Nachdem Kinne 1983/84 in 15 Oberligaeinsätzen fast nur als Ersatzspieler aufgeboten worden war, wechselte er zur Saison 1984/85 zum Lokalrivalen und Oberligakonkurrenten Chemie Leipzig. Dort konnte er sich die Rolle als Stammspieler zurückerobern. Er bestritt alle 26 Oberligaspiele und konnte von Trainer Gerd Struppert auf allen Abwehrpositionen eingesetzt werden. Dabei erzielte Kinne auch noch zwei Tore. Obwohl Chemie Leipzig in der Oberliga einen schweren Stand hatte, erreichte die Mannschaft im DDR-Fußballpokal das Viertelfinale. Kinne wurde auch hier in allen sechs Spielen aufgeboten.
Am Saisonende musste Chemie Leipzig aus der Oberliga absteigen. Das nahm Kinne zu einem erneuten Wechsel wahr und schloss sich dem Oberligavertreter FC Rot-Weiß Erfurt an. Dort begann er die Saison 1985/86 zunächst mit fünf Oberligaeinsätzen als Einwechselspieler, spielte danach fünfmal von Beginn an als Mittelfeldspieler, bis er vom 11. Spieltag an wieder einen Stammplatz als Verteidiger gefunden hatte. Am Saisonende hatte er alle 26 Oberligaspiele bestritten und drei Tore erzielt. Im Alter von 30 Jahren ging Kinne im Sommer 1986 in seine letzte Oberligasaison. Zunächst konnte er fünf Spieltage lang wie gewohnt in der Erfurter Oberligamannschaft als Verteidiger antreten, danach fiel er verletzt aus und konnte erst wieder in den beiden letzten Punktspielen der Hinrunde als Einwechselspieler eingesetzt werden.
Nach 177 Spielen in der Oberliga, in denen er 26 Tore geschossen hatte, wechselte Kinne zur Rückrunde der Saison 1986/87 zum drittklassigen Bezirksligisten Robotron Sömmerda und verhalf ihm zum Aufstieg in die DDR-Liga. In der DDR-Liga-Saison 1987/88 bestritt Kinne zehn von 34 Punktspielen. Für die Spielzeit 1988/89 wurde er von der BSG Robotron wieder für das DDR-Liga-Aufgebot benannt, kam aber nicht mehr zum Einsatz. Damit war seine Laufbahn als Fußballspieler im höherklassigen Bereich beendet.